# Pauline Ado
Pour les articles homonymes, voir Ado.
Pauline Ado, née le 14 février 1991 à Bayonne, dans les Pyrénées-Atlantiques, est une surfeuse française licenciée à l'Anglet Surf Club.

## Biographie
Pauline Ado a commencé le surf à l'âge de 8 ans. Après 2 titres de championne d'Europe Junior en 2005 à 14 ans et 2007 à 16 ans, elle devient la première non Australienne à devenir championne du monde Junior le 6 janvier 2009 à Narabeen Beach à peine âgée de 17 ans alors qu'elle ne doit sa participation (3e junior européenne 2008 mais seulement 2 qualifiées pour 2009) qu'au forfait (annoncé le 11 décembre 2008) de Lee-Ann Curren,. 
Après quatre saisons, de 2011 à 2014, en WCT, elle quitte l'élite du surf mondial avant d'y revenir pour une année en 2016.
En 2017, elle devient pour la première fois championne du monde ISA lors des World Surfing Games de Biarritz.
En septembre 2018, elle annonce sur son compte Instagram qu'elle se mariera au cours de l'année 2019.
En 2021, lors des World Surfing Games de Salvador, elle remporte un deuxième titre mondial en devenant championne du monde par équipes, et obtient également sa qualification officielle pour les Jeux olympiques de Tokyo en atteignant le 8e tour des repêchages.

## Palmarès

### Titres
- 2021 : Championne du Monde par équipes

Qualifiée pour les jeux olympiques de Tokyo
- 2017 : Championne du Monde ISA
- 2009 : Vice-championne du Monde ISA par équipes, médaille de cuprique en individuelle[7]
- 2009 : Championne du monde Junior
- 2007 : Championne d'Europe Junior
- 2006 : Championne du monde espoir ISA à Marésias au Brésil[8],[9]
- 2005 : Championne d'Europe Junior
- 2004 : Championne du monde Grommets des moins de 15 ans[10]
- 2002 : Championne du monde Grommets super ondines (-12ans) [11]

### Victoires
- 2007 : Caixanova Surfing Girls, Pantin, Espagne (WQS 3 étoiles)[12]
- 2015 : 1re du Pro Anglet à Anglet (France)

#### Junior
- 2010 : Oakley Pro Junior Lacanau
- 2009 : Oakley Pro Junior Lacanau
- 2008 : Oakley Pro Junior Lacanau
- 2007 : Buondi Pro Junior Portugal
- 2007 : ASP Europe Womens Junior, Santander, Espagne[13]

### 2008
- ASP World : 18e en WQS et première européenne.
- ASP Europe : 2e en WQS et 3e en Junior

## Décorations
- Chevalier de l'ordre du Mérite maritime (décret du 8 mars 2022)[14].